# Бинфорд (Северна Дакота)
Бинфорд (енгл. Binford) град је у америчкој савезној држави Северна Дакота.

## Демографија
По попису из 2010. године број становника је 183, што је 18 (-9,0%) становника мање него 2000. године.
| Група             | 2000.        | 2010.       |
| Белци             | 201 (100,0%) | 182 (99,5%) |
| Афроамериканци    | 0 (0,0%)     | 0 (0,0%)    |
| Азијати           | 0 (0,0%)     | 0 (0,0%)    |
| Хиспаноамериканци | 0 (0,0%)     | 1 (0,5%)    |
| Укупно            | 201          | 183         |